# Association des dames et jeunes filles royalistes
L'Association des dames et jeunes filles royalistes désigne la double structure féminine où se regroupent les militantes de l'Action française. Les femmes notables, veuves ou mariées sont rassemblées au sein du groupe des Dames royalistes présidé par la marquise de Mac Mahon à partir de 1904. Les jeunes femmes se regroupent quant à elles dans l'Association des Jeunes Filles royalistes créée en avril 1906.

## Historique

### Fondation
Les ligues nationalistes de la première moitié du XXe siècle ne sont pas ouvertes aux femmes qui de fait doivent se réunir entre elles. Les dames sont regroupées au sein d'un comité tandis que les jeunes filles possèdent le leur.

#### Dames royalistes et d'Action française

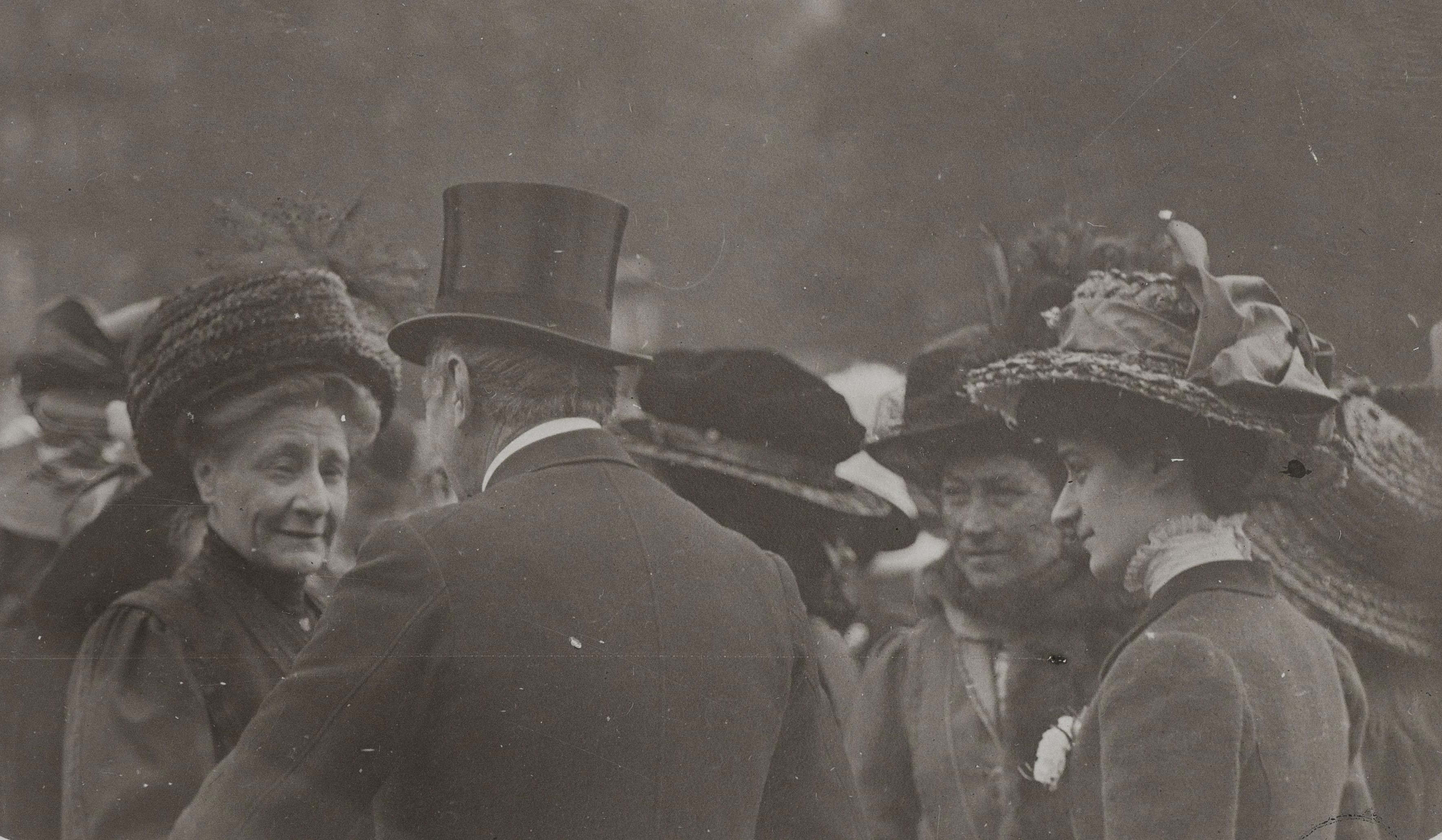
La marquise de Mac Mahon (à gauche) au cours d'un hommage à Jeanne d'Arc vers 1900.

L'Association des Dames royalistes et d'Action française est l'héritière selon l'historienne Camille Cleret de la Ligue royaliste des dames née en 1904 qui s'était opposée à la loi relative à la suppression de l'enseignement congréganiste. Cette association se nomme en fait à l'origine le Comité central des dames royalistes de France, fondé en 1902 à l'initiative de Paul Bézine, chef du bureau politique du prétendant exilé, Philippe d'Orléans, qui porte le titre de duc d'Orléans. Ce comité était alors présidé par la duchesse de Mortemart. La marquise de Mac Mahon en prend la présidence en 1904 à la mort de cette dernière. 
Au tout début, cette association née dans la mouvance des milieux aristocratiques orléanistes était indépendante de l'Action française mais la marquise de Mac Mahon se rallie rapidement au mouvement de Charles Maurras avec la bénédiction du duc d'Orléans. L'originalité de ce groupement féminin réside dans sa reconnaissance de la primauté du combat politique sur le combat religieux contrairement aux ligues féminines contemporaines.

#### Association des Jeunes Filles royalistes
Dans un bulletin de la ligue d'Action française publié en juillet 1906, seize jeunes femmes s'expriment dans un communiqué :

« Monsieur. Après avoir adhéré chacune personnellement à la ligue d’Action française, nous voulons vous apporter notre adhésion en groupe. Nous ne sommes plus au temps où les femmes filaient pour la rançon de Du Guesclin. Certes, les femmes tiennent encore le fuseau et l’aiguille, aussi dans la petite somme que nous vous envoyons, veuillez voir le fruit de nos travaux mais il nous faut autre chose : aujourd’hui, tous, même les femmes et les jeunes filles, doivent lutter contre le mensonge et servir la vérité. »

Ce petit cercle de femmes pose les fondations de l'Association des jeunes filles royalistes d’Action française. Les statuts de l'association sont les suivants :

« L’association des Jeunes filles royalistes est destinée à grouper toutes les jeunes filles qui désirent coopérer à l’œuvre de relèvement national entreprise par l’Action française. »

Selon Léon Daudet, l'association est issue des efforts conjoints de Mlle de Montlivaut à partir de juin 1905 dans le Loir-et-Cher et de militantes parisiennes lectrices de L'Action française. Formée en 1906, patronnée par la marquise de Mac Mahon, l'association donne sa première réunion en 1907, rassemblerait 1500 adhérentes en 1908.

### Un maillage inégal
En 1904, la marquise de Mac Mahon fait une conférence devant un auditoire de trois cents femmes du côté de Poitiers. Mademoiselle de Clisson s'acharne à monter une section de jeunes filles royalistes et à tenir une bibliothèque à Poitiers. La Provence est quant à elle un milieu extrêmement masculin en dépit de l'investissement de la marquise de Mac Mahon qui vient deux fois à Marseille en 1906 et 1909 pour susciter un élan féminin. En 1926, la section d'Action française nantaise compte une centaine de dames et de jeunes filles. Dans le Languedoc, les dames de la noblesse languedocienne qui adhèrent au comité des dames et jeunes filles royalistes se retrouvent « pour des activités exclusivement pieuses et charitables ».

### Condamnation de l'Action française par la papauté

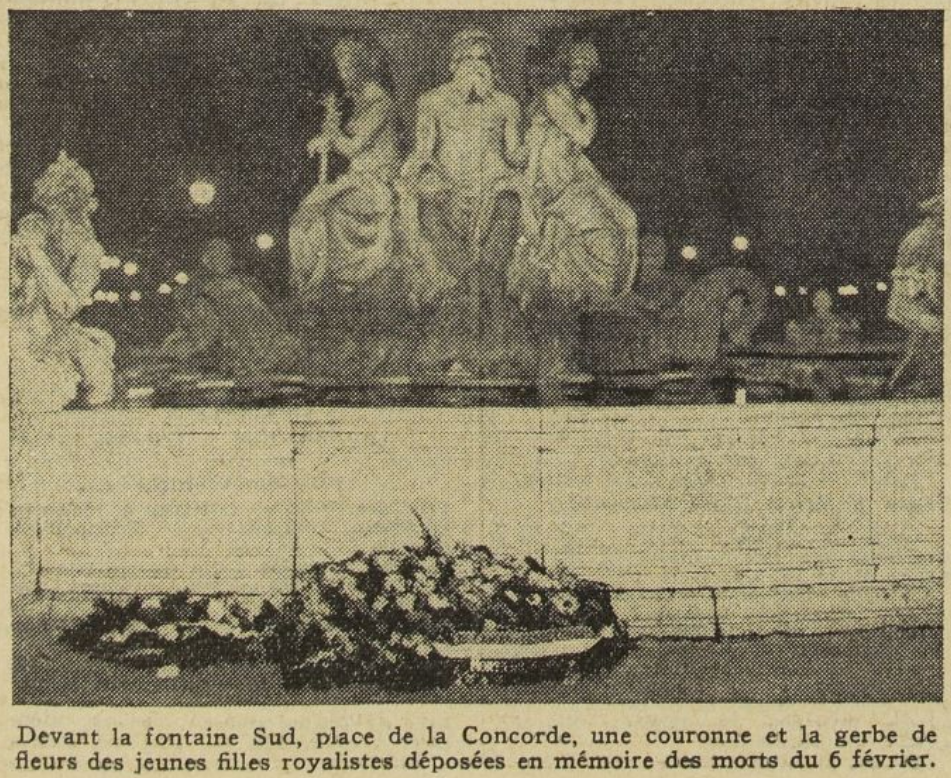
Gerbe de fleurs déposée à la place de la Concorde par l'association des Jeunes Filles royalistes le 6 février 1935.

La condamnation de l'Action française de 1926 fait du tort à la section féminine royaliste de la Mayenne. La fidélité à l’Église a primé sur l'engagement royaliste de certaines femmes tandis que d'autres résistent tant bien que mal. En 1927, certaines femmes affichent ostensiblement leur engagement. Le 21 janvier 1928 à Laval, les jeunes filles royalistes fidèles à l'Action française se voient refuser la célébration d'une messe à la cathédrale pour la mémoire de Louis XVI. En 1930, ces mêmes jeunes filles obtiennent cette messe mais en secret.

## Idéologie

### Conservatisme
Pour l'historienne Camille Cleret, les ligueuses concevaient « la restauration tant attendue comme un vecteur de promotion de la condition féminine visant à redonner aux femmes le rôle politique et social que la révolution leur avait injustement ôté ». Leur vision de la femme était conservatrice tout en revendiquant un rôle politique qui excluait le principe de la démocratie et le droit de vote féminin.

Les dirigeants de l'Action française s'opposaient à l'indifférenciation sexuelle en défendant un « modèle féminin conservateur idéalisé et essentialisé, associé à la douceur du foyer et surtout à la maternité ». La séparation des sexes était strictement respectée à l'Action française et l'autorité devait revenir à l'homme, « dans la nation comme dans la famille ».

« La femme ne doit pas se faire le singe de l’homme. La masculinisation de la femme serait un fléau pour toute civilisation et pour elle-même. Car elle y perdrait son ascendant et son prestige. Qu’elle se fasse doctoresse, avocate, suffragette, ministresse, tout ce qu’elle voudra : mais qu’elle reste femme »

— Léon Daudet
Néanmoins, Maurice Pujo nuance cette vision conservatrice en expliquant qu'il ne s'agissait pas « de faire taire les politiciennes ».

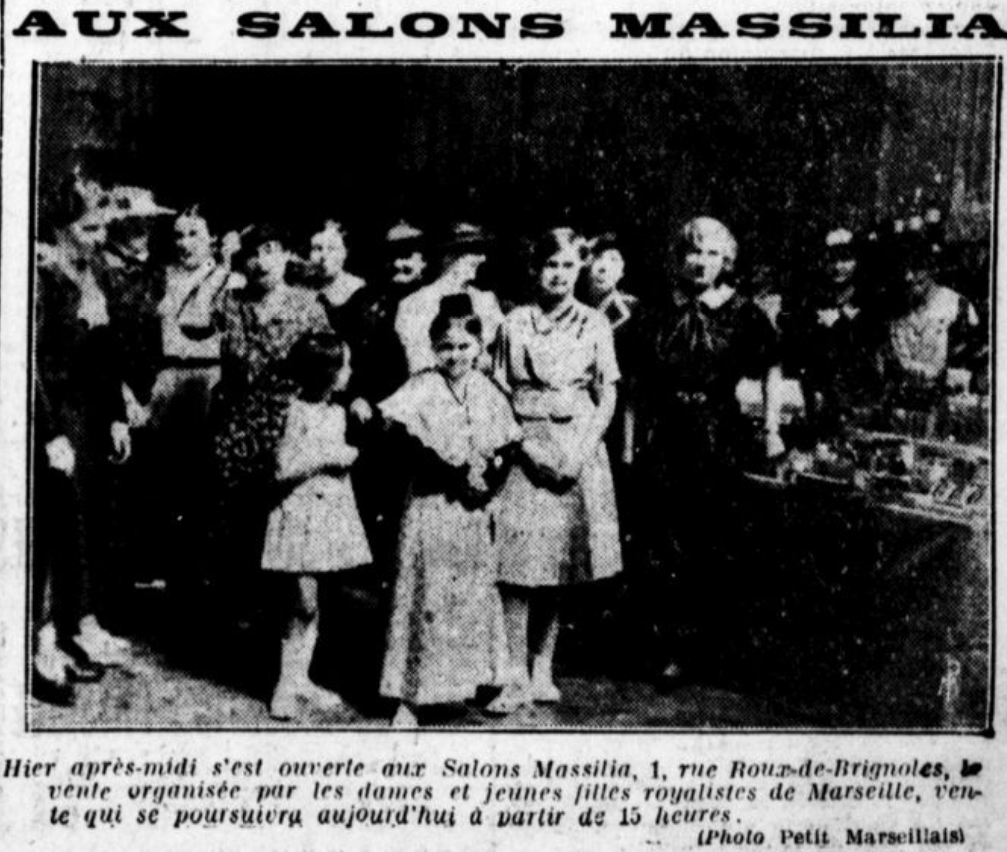
Vente de charité organisée par les Dames et jeunes filles royalistes dans Le Petit Marseillais du 16 mai 1936.

Parallèlement à cela, les jeunes filles et dames royalistes se réapproprient la formule de Charles Maurras « politique d'abord » et s'identifient à la figure de Jeanne d'Arc. De plus, l'Action française récupère le discours misogyne républicain sur les prétendues mœurs licencieuses de la reine Marie-Antoinette et le retourne contre la figure de Marianne. Surnommée péjorativement « La Gueuse », Marianne incarne désormais une figure de décadence morale et de désordre sexuel.

### Le vote des femmes
L'Action française mettait en avant un « engagement politique féminin anti-suffragiste, anti-égalitariste et antidémocratique ». Toutefois, Charles Maurras était favorable au droit de vote des femmes lorsqu'il ne s'inscrivait pas dans un système républicain. 

« Nous ne sommes pas plus opposés au vote des femmes qu'au vote des hommes quand ils s'appliquent à des objectifs dont l'électeur et l'électrice peuvent connaître véritablement. Hors de là, c'est une noire fumisterie qui revêt quelquefois une couleur de sang, comme, par exemple, quand la loi ou la constitution raconte aux malheureux votants qu'ils sont les maîtres de la paix et de la guerre ou que leur suffrage peut arbitrer des intérêts généraux que, par position, ils ne sauraient même percevoir. »

— Charles Maurras

### Le rapport au féminisme
Henri Vaugeois, membre fondateur de l'Action française, dénonçait en 1910 la rumeur de l'entrée d'Anna de Noailles à l'Académie française qualifiant cela « d'erreur féministe » et même de « folie niveleuse » d'origine « juive et métèque »,.
Au début du XXe siècle, les dames royalistes rejetaient catégoriquement les principes du féminisme. Au fil du temps, certaines militantes s'approprient le concept. Pierre Chardon, conférencière d’Action française dans les années 1930 classait ainsi les femmes royalistes dans la mouvance féministe. Certaines militantes entretenaient des relations avec des organisations féministes modérées à l'image de Suzanne Desternes, membre du comité directeur de l'Union nationale pour le vote des femmes. Pauline Sériot, présidente des étudiantes d’Action française affirmait que Jeanne d'Arc était « nationaliste » et « féministe » dans une lettre adressée à Charles Maurras.
En somme, l'Action française proposait un féminisme conservateur ambivalent taxé d'antiféminisme par Marie-Thérèse Moreau, présidente de la section féminine des Jeunesses patriotes, et pas assez réactionnaire pour la journaliste Marthe Borély qui s'en éloigna après la Première Guerre mondiale,.

## Activités

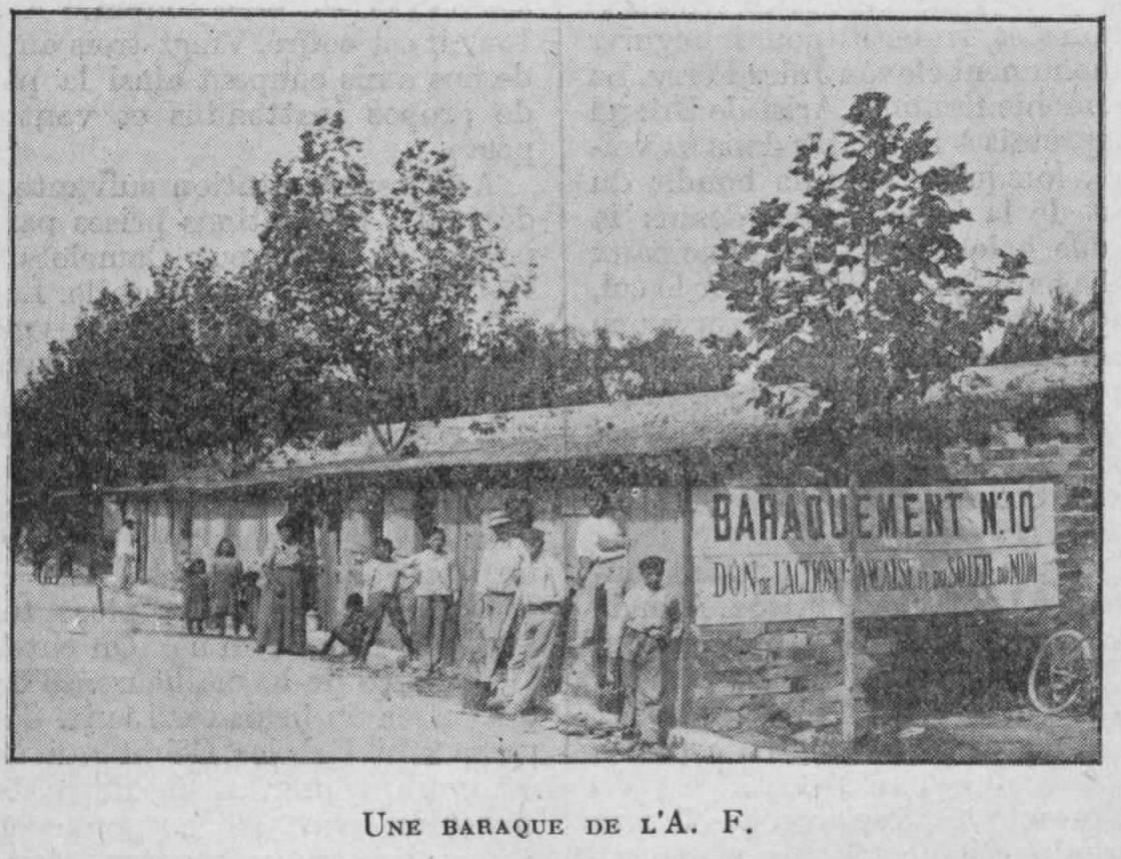
Baraque construite après la crue de la Seine en 1910 par les Camelots du Roi et meublée avec l'aide des Dames et jeunes filles royalistes.

Les dames et jeunes filles royalistes ont une myriade d'activités de propagande. D'abord, elles s'occupent de la récolte de fonds à travers l'organisation de kermesses, de tombolas, de réunions mondaines, de bals et de réunions de charité. Elles distribuent également les tracts et les journaux du mouvement royaliste, s'occupent du service des abonnements, distribuent des vêtements, des layettes, de la nourriture et organisent des arbres de Noël. Leur engagement passe aussi par la préparation de manifestations à caractère religieux notamment des pèlerinages.  D'autres militantes fondent des bibliothèques comme Mademoiselle de Clisson. Les Dames royalistes et d'Action française proposent aussi des divertissements pour les plus jeunes comme des spectacles de guignol et des colonies de vacances. A la fin des années 1920, la duchesse de Guise propose des colonies de vacances pouvant accueillir entre 30 et 50 enfants à Lésigny dans la Vienne, au Château d’Eu en Seine inférieure, ou encore au château de Volhac dans le Massif central. Enfin, les dames et jeunes filles royalistes organisent des réunions politiques. Toutes ces femmes exerçaient une grande influence et « papotaient » par le jeu d'un « subtil commérage ». Les plus aisées construisaient de véritables réseaux par l'intermédiaire de leur salon. La comtesse de Courville en est un parfait exemple avec son salon dans son appartement de la rue du Cherche-Midi où elle accueillait des personnalités parisiennes des lettres et du nationalisme. Elle se noua d'amitié avec le couple Barrès et Charles Maurras et entretint des liens avec le bénédictin Dom Besse et des pères de la Compagnie de Jésus comme Louis Billot. 

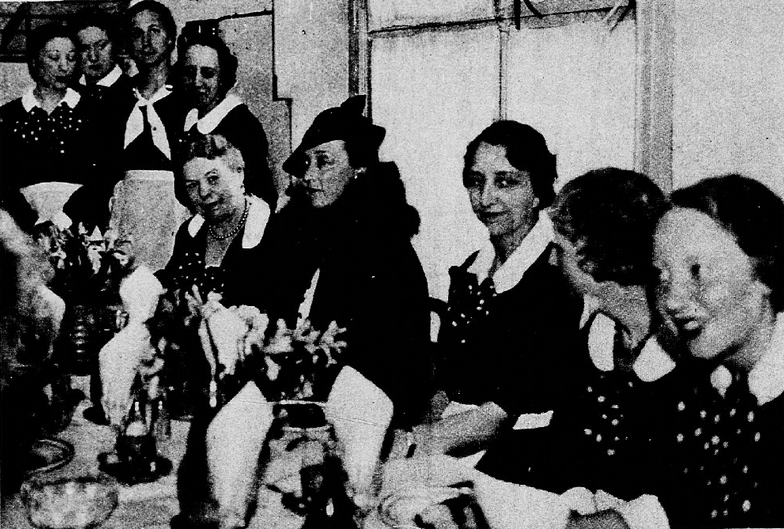
La duchesse de Guise au foyer du duc de Guise, un restaurant universitaire royaliste destiné à assurer aux étudiants des repas à coûts modestes, le 26 mai 1935.

Des soupes populaires sont aussi organisées pour les nécessiteux comme l'illustre l'initiative de Marthe Daudet, surnommée « Pampille » et seconde épouse de Léon Daudet, qui fait part de son projet d'organiser des « soupes familiales » en 1935. Précédemment, les militantes d'Action française avaient soutenu les sinistrés lors des inondations de Paris en 1910. 
Les militantes pouvaient aussi descendre dans la rue pour protester. Le lendemain du 6 février 1934, les jeunes filles royalistes interrompent une conférence de l'épouse de l'ancien ministre Joseph Caillaux à l'école du Louvre.

## Structure
Toutes les fonctions officielles du mouvement sont exercées « par des représentantes de la noblesse dont le nom figure dans l'Annuaire des Châteaux ».
L'association des Dames royalistes et d'Action française est successivement présidée par la marquise de Mac Mahon de 1904 à 1923, puis par Marie Anne Isabelle de Mac Mahon désormais comtesse de Lur-Saluces de 1924 à 1928 et enfin par Marie Élisabeth de Mac Mahon, comtesse de Sieyès à partir de 1928, parente directe de la marquise de Mac Mahon décédée en 1923. La comtesse de Besse en devient la vice-présidente en 1928. Mme de Largentaye en devient la présidente en 1931.
L'association des Jeunes Filles royalistes est fondée en 1906 par Mesdemoiselles de Montlivaut et Louise de Courville. De 1924 à 1936, l'association des Jeunes Filles royalistes est présidée par Yvonne de Kerret, responsable de la section départementale du Morbihan, héritière d'un hôtel particulier à Hennebont. Elle est assistée par Hedwige de Cabrières et Yolande de Luynes en tant que secrétaires générales.
Les rapports entre la ligue d'Action française et les ligueuses sont entremêlés « de méfiance mais également d’admiration réciproque ». Cependant, certaines femmes se plaignent parfois de sifflements et de houspillements de la part des Camelots du Roi.

## Sociologie

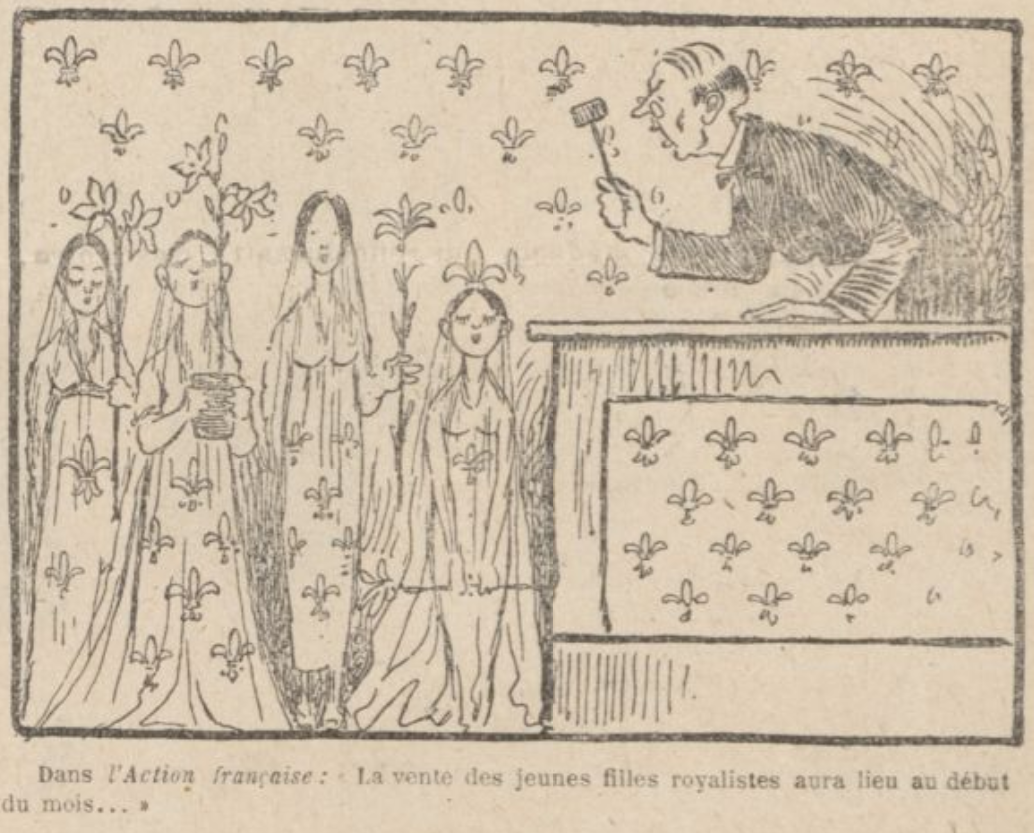
Caricature de l'Association des Jeunes Filles royalistes dans Le Rire du 25 octobre 1919.

Les Dames royalistes et d'Action française proviennent généralement de la noblesse ou de la bourgeoisie et sont souvent épouses ou mères. Elles sont « heureuses de retrouver des connaissances et désireuses de poursuivre une action commune au service de l’Église et du Roi ». Leur engagement est parfois motivé par le désir « d’établir un lien personnel avec Charles Maurras en lui rendant compte régulièrement de leurs idées, de leurs sentiments et surtout de leur participation aux activités de la ligue ». Ces femmes engagées sont caricaturées en « duchesses douairières » et « demoiselles à dot » par la journaliste Andrée Viollis dans Le Populaire et considérées avec mépris par les adversaires de l'Action française.
Les Jeunes Filles royalistes stoppent leur engagement militant après leur mariage ou préfèrent poursuivre au comité des dames.
Le 28 mars 1908, un rapport signale un total de 1538 adhésions au sein des Dames royalistes et d'Action française. La même année, les Jeunes Filles royalistes rassemblent 1500 militantes. En novembre 1912, l'Action française revendique 115 sections réparties dans tout le pays ainsi qu'une organisation décentralisée avec 5 présidentes : Mlle de Mathan pour le Nord-Ouest, Mlle Picot pour l'Est, Mlle de Lur Saluces pour le Sud-Ouest, Mlle de Villeneuve en Lyonnais, Mlle de Valady en Aquitaine.
À l'occasion d'un séjour de la duchesse de Guise, épouse de Jean III, au château de Castries en septembre 1926, seulement 468 sympathisantes et militantes d'Action française viennent rendre leur hommage à la duchesse contre 1555 hommes.

## Presse
- Journal de l’Union royaliste des dames et des jeunes filles, mensuel publié à Lyon[22].